# 朱秀榮
朱秀榮（1914年6月21日—2007年10月5日），臺灣女性教育家、藝術家，江蘇省吳縣人，先後於北平佑貞師範學院及貞德學院教育系畢業，是台灣再興中學的創辦人。為募款集資興建再興中學校舍，曾多次遠赴菲律賓、泰國、新加坡與美國等地。
朱秀榮博士久居平津，生平熱愛京劇專擅梅派青衣，60歲時曾為「崇她社」義演籌募基金，先後在國軍文藝活動中心與新舞台演出「四郎探母」擔綱主角鐵鏡公主。78歲又分飾蕭太后和鐵鏡公主，與中國、美國、港台名角同台合演，並為海峽兩岸殘障兒童募款三百萬元。朱秀榮是已故國畫家黃君璧的關門弟子，曾在1995年7月於國父紀念館舉辦「朱秀榮懷恩畫展」。

## 簡歷
- 1946年中華民國接收臺灣後隔年抵台創辦「復興幼稚園」，隔年交由台灣省主席魏道明夫人鄭毓秀博士接掌。
- 1949年，隨政府遷台，再創辦「再興幼稚園」。
- 1959年，赴美國迪康大學教育行政研究所
- 1972年，獲美國聖若望大學榮譽教育博士學位。
- 1976年，美國聖若望大學再頒贈「校長金章」。
- 1977年，美國聖若望大學又頒發「國際獎章」，以表揚其對中華民國國民教育及增進中美文教合作的貢獻。
- 1989年，獲教宗若望保祿二世頒贈「功在社會及宗座」獎狀獎章。
- 2001年，獲教宗若望保祿二世賜頒「聖西維爾斯特」騎士司令爵士勳章，由單國璽樞機主教主持晉爵盛典，由教廷代辦易福霖宣讀頒贈詔書，並由狄剛總主教授勳，以表彰其對社會、教育及天主教會的貢獻。
- 2003年，獲東吳大學名譽哲學博士學位。
- 2007年10月5日，因心臟衰竭，病逝於台北三軍總醫院。10月23日，在台北市聖家堂舉行追思彌撒及公祭[1]。

## 外部連結
- 再興校友會-創辦人 （页面存档备份，存于）